# Finał Pucharu Polski w piłce nożnej 2006
Finał Pucharu Polski w piłce nożnej 2006 – mecze piłkarskie kończący rozgrywki Pucharu Polski 2005/2006 oraz mające na celu wyłonienie triumfatora tych rozgrywek, pomiędzy Zagłębiem Lubin a Wisłą Płock. Finał został rozegrany systemem pierwszy mecz i mecz rewanżowy. Pierwszy mecz został rozegrany 26 kwietnia 2006 roku na Stadionie Zagłębia Lubin w Lubinie, natomiast mecz rewanżowy został rozegrany 3 maja 2006 roku na Stadionie im. Kazimierza Górskiego w Płocku. Trofeum po raz 1. wywalczyła Wisła Płock, która uzyskała tym samym prawo gry w kwalifikacjach Pucharu UEFA 2006/2007.

## Droga do finału
| Zagłębie Lubin | Zagłębie Lubin    | Zagłębie Lubin | Runda       | Wisła Płock | Wisła Płock                | Wisła Płock |
| Data           | Przeciwnik        | Wynik          | Runda       | Data        | Przeciwnik                 | Wynik       |
| -------------- | ----------------- | -------------- | ----------- | ----------- | -------------------------- | ----------- |
| 20.09.2005     | Wierna Małogoszcz | 1:1            | II runda    | 20.09.2005  | Warta Sieradz              | 2:0         |
| 26.10.2005     | Wierna Małogoszcz | 3:0            | II runda    | 26.10.2005  | Warta Sieradz              | 5:0         |
| 08.11.2005     | Wisła Kraków      | 1:1            | 1/8 finału  | 08.11.2005  | Podbeskidzie Bielsko-Biała | 3:0         |
| 30.11.2005     | Wisła Kraków      | 1:0            | 1/8 finału  | 23.11.2005  | Podbeskidzie Bielsko-Biała | 0:0         |
| 13.12.2005     | Polonia Warszawa  | 0:1            | Ćwierćfinał | 29.11.2005  | Zawisza Bydgoszcz          | 1:0         |
| 18.12.2005     | Polonia Warszawa  | 3:0            | Ćwierćfinał | 06.12.2005  | Zawisza Bydgoszcz          | 1:1 pd.     |
| 14.03.2006     | Korona Kielce     | 2:0            | Półfinał    | 15.03.2006  | Lech Poznań                | 0:0         |
| 21.03.2006     | Korona Kielce     | 0:0            | Półfinał    | 22.03.2006  | Lech Poznań                | 1:0         |

## Tło
W finale rozgrywek zmierzyli się ze sobą finalista poprzednich rozgrywek, Zagłębie Lubin oraz Wisła Płock. Dla obu klubów była to pierwsza szansa na występ w europejskich pucharach.

## Finał
| Drużyna 1      | Wynik dwumeczu | Drużyna 2   | Pierwszy mecz | Drugi mecz |
| -------------- | -------------- | ----------- | ------------- | ---------- |
| Zagłębie Lubin | 3:6            | Wisła Płock | 2:3           | 1:3        |

### Pierwszy mecz

#### Przebieg meczu
Mecz odbył się 26 kwietnia 2006 roku o godz. 17:00 na Stadionie Zagłębia Lubin w Lubinie. Sędzią głównym spotkania był Tomasz Pacuda. Mecz był bardzo zacięty, jednak ostatecznie wygrała drużyna Nafciarzy. Już w 26. sekundzie wynik meczu na 1:0 otworzył Ireneusz Jeleń, który w 56. minucie wykorzystał sytuację sam na sam z bramkarzem drużyny Miedziowych, Mariuszem Liberdą i podwyższył wynik meczu na 2:0.
Potem do ataku przeszła drużyna Miedziowych. Najpierw w 63. minucie bramkę na 2:1 zdobył Dariusz Jackiewicz, a w 77. minucie po dośrodkowaniu z rzutu rożnego Macieja Iwańskiego strzałem głową Manuel Arboleda doprowadził do wyrównania w tym meczu 2:2.
W 89. minucie zawodnik drużyny Nafciarzy, Žarko Belada strzałem głową zdobył gola na 3:2, ustalając tym samym wynik meczu.

#### Szczegóły meczu
| 26 kwietnia 2006 17:00 | Zagłębie Lubin · Jackiewicz 63' · Arboleda 77' | 2:30:1Raport | Wisła Płock · 1', 56' Jeleń · 89' Belada | Stadion Zagłębia Lubin, Lubin Widzów: 8 000 Sędzia: Tomasz Pacuda (Częstochowa) |
|                        |                                                |              |                                          |                                                                                 |

| Zagłębie Lubin:  |    |                      |  |     |
|                  |    |                      |  |     |
| BR               | 21 | Mariusz Liberda      |  |     |
| OB               | 2  | Robert Kłos          |  | 83' |
| OB               | 4  | Michał Stasiak       |  |     |
| OB               | 5  | Manuel Arboleda      |  |     |
| OB               | 22 | Łukasz Mierzejewski  |  |     |
| PO               | 9  | Wojciech Łobodziński |  |     |
| PO               | 6  | Andrzej Szczypkowski |  |     |
| PO               | 14 | Dawid Jackiewicz     |  |     |
| PO               | 7  | Maciej Iwański       |  |     |
| NA               | 17 | Dawid Plizga         |  | 21' |
| NA               | 11 | Michał Chałbiński    |  |     |
| Zmiany:          |    |                      |  |     |
| NA               | 26 | Łukasz Piszczek      |  | 21' |
| OB               | 19 | Grzegorz Bartczak    |  | 83' |
| Trener:          |    |                      |  |     |
| Franciszek Smuda |    |                      |  |     |

| Wisła Płock:  |    |                        |              |     |
|               |    |                        |              |     |
| BR            | 21 | Robert Gubiec          |              |     |
| OB            | 5  | Nebojša Živković       |              |     |
| OB            | 18 | Žarko Belada           |              |     |
| OB            | 3  | Paweł Magdoń           |              |     |
| OB            | 2  | Krzysztof Kazimierczak |              |     |
| PO            | 8  | Wahan Geworgian        |              | 62' |
| PO            | 20 | Patryk Rachwał         |              |     |
| PO            | 6  | Dariusz Romuzga        |              |     |
| PO            | 24 | Josef Obajdin          | Żółta kartka | 82' |
| NA            | 25 | Lumír Sedláček         |              | 90' |
| NA            | 9  | Ireneusz Jeleń         | Żółta kartka |     |
| Zmiany:       |    |                        |              |     |
| PO            | 14 | Sławomir Peszko        |              | 62' |
| OB            | 15 | Mitar Peković          | Żółta kartka | 82' |
| NA            | 7  | Maciej Truszczyński    |              | 90' |
| Trener:       |    |                        |              |     |
| Josef Csaplár |    |                        |              |     |

### Rewanż

#### Przebieg meczu
Mecz odbył się 3 maja 2006 roku o godz. 15:45 na Stadionie im. Kazimierza Górskiego w Płocku. Sędzią głównym spotkania był Krzysztof Słupik. Mecz był wyrównany, do 68. minuty, kiedy po dośrodkowaniu z rzutu rożnego zawodnika drużyny Nafciarzy, Lumíra Sedláčka strzałem głową bramkarza drużyny przeciwnej, Mariuszą Liberdę pokonał Paweł Magdoń, otwierając tym samym wynik meczu na 1:0
. W 73. minucie Wahan Geworgian pięknym strzałem zza pola karnego podwyższył wynik na 2:0.
W 82. minucie po ładnej akcji gola kontaktowego dla drużyny Miedziowych na 2:1 zdobył Łukasz Piszczek, jednak w 86. minucie zawodnik drużyny Nafciarzy, Maciej Truszczyński zdobył gola na 3:1, ustalając tym samym wynik meczu.

#### Szczegóły meczu
| 3 maja 2006 15:45 | Wisła Płock · Magdoń 68' · Geworgian 73' · Truszczyński 86' | 3:10:0Raport | Zagłębie Lubin · 82' Piszczek | Stadion im. Kazimierza Górskiego, Płock Widzów: 8 520 Sędzia: Krzysztof Słupik (Tarnów) |
|                   |                                                             |              |                               |                                                                                         |

| Wisła Płock:  |    |                        |              |     |
|               |    |                        |              |     |
| BR            | 21 | Robert Gubiec          |              |     |
| OB            | 5  | Nebojša Živković       |              |     |
| OB            | 18 | Žarko Belada           | Żółta kartka |     |
| OB            | 3  | Paweł Magdoń           |              |     |
| OB            | 2  | Krzysztof Kazimierczak |              | 46' |
| PO            | 8  | Wahan Geworgian        |              |     |
| PO            | 20 | Patryk Rachwał         |              |     |
| PO            | 6  | Dariusz Romuzga        |              |     |
| PO            | 24 | Josef Obajdin          |              |     |
| NA            | 25 | Lumír Sedláček         |              | 83' |
| NA            | 9  | Ireneusz Jeleń         |              | 88' |
| Zmiany:       |    |                        |              |     |
| OB            | 15 | Mitar Peković          |              | 46' |
| OB            | 7  | Maciej Truszczyński    |              | 83' |
| NA            | 23 | Robert Styranowski     |              | 88' |
| Trener:       |    |                        |              |     |
| Josef Csaplár |    |                        |              |     |

| Zagłębie Lubin:  |    |                      |              |     |
|                  |    |                      |              |     |
| BR               | 21 | Mariusz Liberda      |              |     |
| OB               | 16 | Filipe Félix         |              |     |
| OB               | 4  | Michał Stasiak       | Żółta kartka |     |
| OB               | 5  | Manuel Arboleda      |              | 58' |
| OB               | 22 | Łukasz Mierzejewski  |              | 64' |
| PO               | 9  | Wojciech Łobodziński |              |     |
| PO               | 6  | Andrzej Szczypkowski |              |     |
| PO               | 14 | Dawid Jackiewicz     |              | 70' |
| PO               | 7  | Maciej Iwański       |              |     |
| NA               | 26 | Łukasz Piszczek      |              |     |
| NA               | 11 | Michał Chałbiński    | Żółta kartka |     |
| Zmiany:          |    |                      |              |     |
| OB               | 19 | Grzegorz Bartczak    |              | 58' |
| OB               | 25 | Vladimír Čáp         |              | 64' |
| PO               | 20 | Sunday Ibrahim       |              | 70' |
| Trener:          |    |                      |              |     |
| Franciszek Smuda |    |                      |              |     |

| Puchar Polski w piłce nożnej 2005/2006 Zwycięzcy |
| ------------------------------------------------ |
| Wisła Płock 1. Tytuł                             |